# Douglas Santos
Douglas dos Santos Justino de Melo (João Pessoa, 1994. március 22. –) volt brazil válogatott labdarúgó, a Zenyit játékosa.

## Sikerei, díjai

### Klub
- CA Mineiro
  - Brazil kupa: 2014
  - Campeonato Mineiro: 2015

- Zenyit
  - Orosz bajnok: 2019–20, 2020–21, 2021–22, 2022–23, 2023–24
  - Orosz kupa: 2019–20, 2023–24
  - Orosz szuperkupa: 2020, 2021, 2022, 2023, 2024

### Válogatott
- Brazília U20
  - Toulon Tournament: 2013, 2014

- Brazília U23
  - Olimpiai játékok: 2016